# 傑納西 (科羅拉多州)
傑納西（英語：Genesee）是位於美國科羅拉多州傑佛遜縣的一個人口普查指定地區。

## 地理
傑納西的座標為39°41′43″N 105°16′02″W / 39.69528°N 105.26722°W，而該地最高點為海拔高度2231米（即7648英尺）。

## 人口
根據2010年美國人口普查的數據，傑納西的面積為17.20平方千米，均為陸地。當地共有人口3609人，而人口密度為每平方千米209人。